# Kumçeşme, Viranşehir
Kumçeşme là một xã thuộc huyện Viranşehir, tỉnh Şanlıurfa, Thổ Nhĩ Kỳ. Dân số thời điểm năm 2011 là 485 người.